# Овсянниковська сільська рада
Овся́нниковська сільська рада (рос. Овсянниковский сельский совет) — сільське поселення у складі Цілинного району Алтайського краю Росії.
Адміністративний центр та єдиний населений пункт — село Овсянниково.

## Населення
Населення — 601 особа (2019; 756 в 2010, 1216 у 2002).